# Annulares aspoecki
Annulares aspoecki är en insektsart som beskrevs av Mansell 2004. Annulares aspoecki ingår i släktet Annulares och familjen myrlejonsländor. Inga underarter finns listade i Catalogue of Life.